# 공익건조물파괴죄
공익건조물파괴죄(公益建造物破壞罪) 공익에 공하는 건조물을 파괴하는 죄. 10년 이하의 징역 또는 2,000만원 이하의 벌금에 처한다. 본죄의 공익건조물의 공익성에 비추어 규정된 재물손괴조의 특수유형이다. '공익에 공하는 건조물'이란 공공의 이익을 위하여 사용되는 가옥 기타 이와 비슷한 건축물을 말하며, 국유·사유를 불문하지만, 공무소에서 사용하는 건조물(141조 2항)은 제외된다. '파괴'는 물질적으로 그 효용을 손상함을 말하나, 손괴에 비하여 어느 정도 큰 규모의 것으로서 건조물의 중요한 구성 부분을 손괴하는 경우를 말한다. 미수범도 처벌한다(371조).

## 같이 보기
- 대한민국 형법상 범죄 목록